# Płonniki

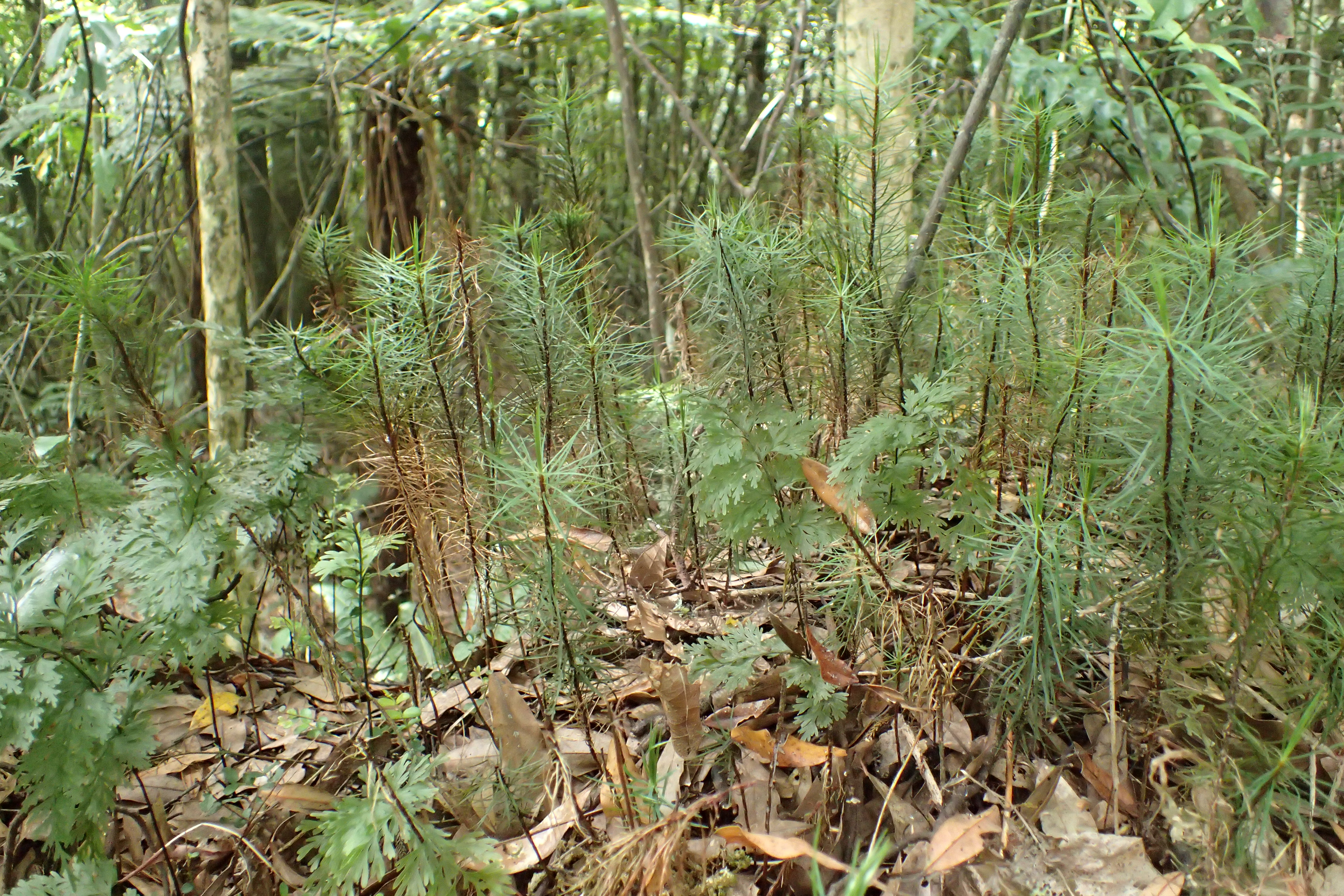
Dawsonia superba

Płonniki (Polytrichopsida) – klasa roślin należąca do gromady mchów, obejmująca gatunki charakteryzujące się wysokim stopniem organizacji gametofitów.

## Morfologia

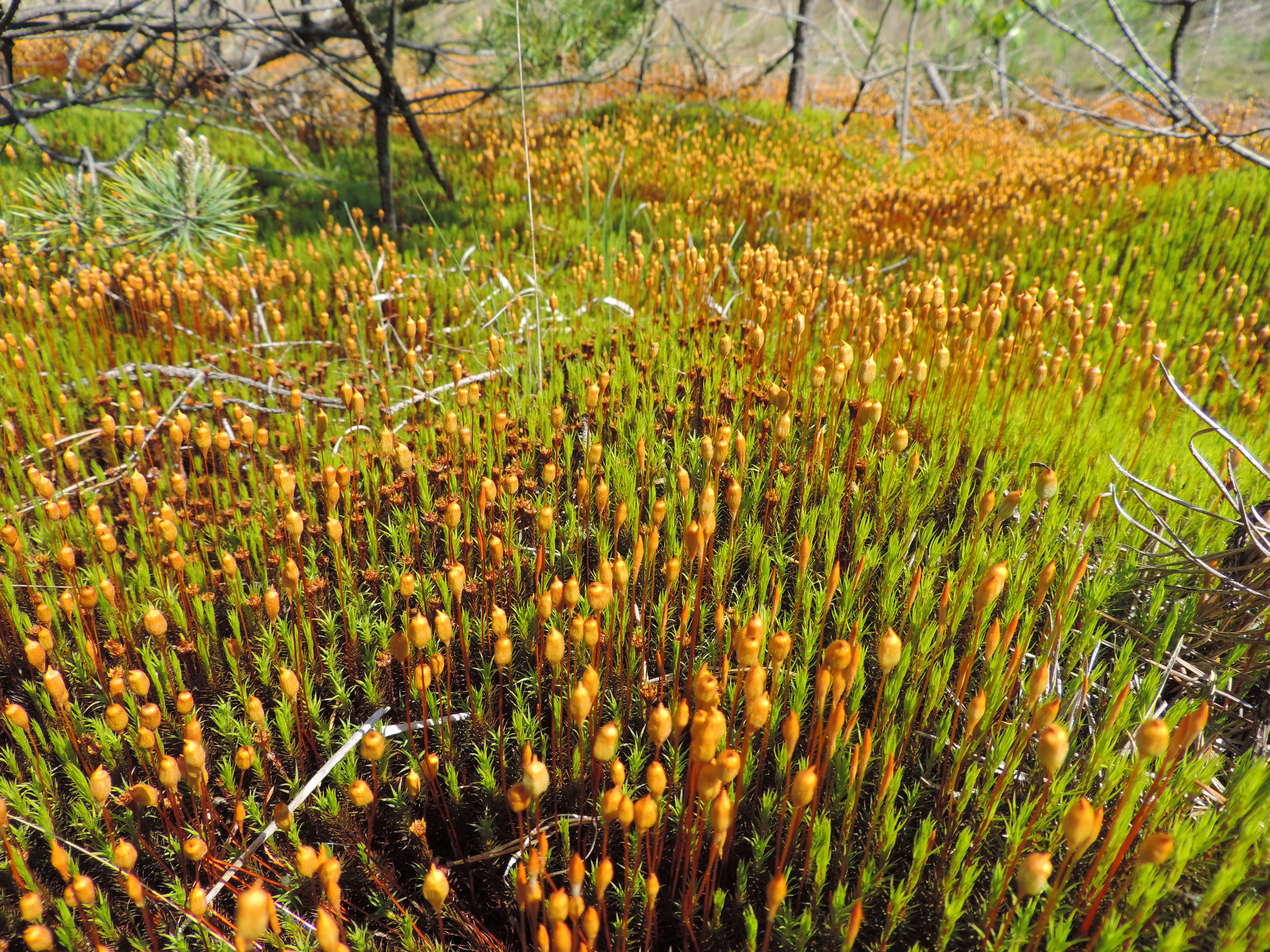
Polytrichum juniperinum

SplątekDrobny, w postaci silnie rozgałęziających się nici rozwijających się na powierzchni gleby. Nici zróżnicowane są na asymilacyjne zwane chloronemą i te, z których wyrastają łodyżki gametofitów, zwane kaulonemą. Z nici kontaktujących się z podłożem wyrastają chwytniki. Splątek często zachowuje się nawet po rozwinięciu się łodyżek gametofitów.
GametofitRośliny osiągające znaczne jak na mchy rozmiary, w przypadku dousonii Dawsonia osiągające 60 cm. Ich łodyżki są wzniesione i ulistnione, czasem też poza tym także bezlistne i płożące. Przez środek łodyżek przebiega wiązka przewodząca z hydroidami i leptoidami, w przypadku łodyżek bezlistnych wiązka otoczona jest cylindrem komórek przypominających endodermę. Rozgałęzienia wiązki przewodzącej wnikają do listków łącząc się z żebrami (wyjątek wśród mchów). Listki posiadają pochwiastą nasadę, a na górnej (doosiowej) powierzchni pokryte są wzdłuż blaszkowatymi wyrostkami (tzw. lamellami) tworzonymi przez komórki z licznymi chloroplastami.
Rośliny są dwupienne. Gametangia, czyli plemnie i rodnie, powstają w odrębnych skupieniach. Perygonia, czyli skupienia plemni, wsparte są listkami większymi od innych, o zachodzących na siebie brzegach. Nadają one perygoniom kształt miseczki. W czasie deszczu krople wody uderzające w perygonia wyrzucają plemniki lub całe plemnie ułatwiając zapłodnienie. Skupienia rodni zwane są perychecjami, a liście je wspierające nazywa się perychecjalnymi. W skupieniach plemni i rodni często występują między gametangiami także płonne, nitkowate wstawki zwane parafizami.
SporofitSkłada się z długiej sety, o budowie wewnętrznej podobnej do łodyżki gametofitu, oraz zarodni przykrytej okazałym czepkiem. Zarodnia jest walcowata, od 2- do 6-kanciastej. Perystom (ozębnia) jest typu komórkozębnego i składa się z 32 lub 64 ząbków (rzadko innej ich liczby). Czepek gęsto pokryty jest długimi włoskami.

## Systematyka
Pozycja systematyczna płonników na drzewie filogenetycznym mchów
|  | Andreaeobryopsida       |
|  |                         |
|  | Andreaeopsida naleźliny |
|  |                         |

|  | Oedipodiopsida                                                               |
|  |                                                                              |
|  | \| \| Tetraphidopsida \| \| \| \| \| \| Polytrichopsida płonniki \| \| \| \| |
|  |                                                                              |
|  | Tetraphidopsida                                                              |
|  |                                                                              |
|  | Polytrichopsida płonniki                                                     |
|  |                                                                              |

|  | Tetraphidopsida          |
|  |                          |
|  | Polytrichopsida płonniki |
|  |                          |

|  | Oedipodiopsida                                                               |
|  |                                                                              |
|  | \| \| Tetraphidopsida \| \| \| \| \| \| Polytrichopsida płonniki \| \| \| \| |
|  |                                                                              |
|  | Tetraphidopsida                                                              |
|  |                                                                              |
|  | Polytrichopsida płonniki                                                     |
|  |                                                                              |

|  | Tetraphidopsida          |
|  |                          |
|  | Polytrichopsida płonniki |
|  |                          |

|  | Andreaeobryopsida       |
|  |                         |
|  | Andreaeopsida naleźliny |
|  |                         |

|  | Oedipodiopsida                                                               |
|  |                                                                              |
|  | \| \| Tetraphidopsida \| \| \| \| \| \| Polytrichopsida płonniki \| \| \| \| |
|  |                                                                              |
|  | Tetraphidopsida                                                              |
|  |                                                                              |
|  | Polytrichopsida płonniki                                                     |
|  |                                                                              |

|  | Tetraphidopsida          |
|  |                          |
|  | Polytrichopsida płonniki |
|  |                          |

|  | Oedipodiopsida                                                               |
|  |                                                                              |
|  | \| \| Tetraphidopsida \| \| \| \| \| \| Polytrichopsida płonniki \| \| \| \| |
|  |                                                                              |
|  | Tetraphidopsida                                                              |
|  |                                                                              |
|  | Polytrichopsida płonniki                                                     |
|  |                                                                              |

|  | Tetraphidopsida          |
|  |                          |
|  | Polytrichopsida płonniki |
|  |                          |

|  | Andreaeobryopsida       |
|  |                         |
|  | Andreaeopsida naleźliny |
|  |                         |

|  | Oedipodiopsida                                                               |
|  |                                                                              |
|  | \| \| Tetraphidopsida \| \| \| \| \| \| Polytrichopsida płonniki \| \| \| \| |
|  |                                                                              |
|  | Tetraphidopsida                                                              |
|  |                                                                              |
|  | Polytrichopsida płonniki                                                     |
|  |                                                                              |

|  | Tetraphidopsida          |
|  |                          |
|  | Polytrichopsida płonniki |
|  |                          |

|  | Oedipodiopsida                                                               |
|  |                                                                              |
|  | \| \| Tetraphidopsida \| \| \| \| \| \| Polytrichopsida płonniki \| \| \| \| |
|  |                                                                              |
|  | Tetraphidopsida                                                              |
|  |                                                                              |
|  | Polytrichopsida płonniki                                                     |
|  |                                                                              |

|  | Tetraphidopsida          |
|  |                          |
|  | Polytrichopsida płonniki |
|  |                          |

|  | Andreaeobryopsida       |
|  |                         |
|  | Andreaeopsida naleźliny |
|  |                         |

|  | Oedipodiopsida                                                               |
|  |                                                                              |
|  | \| \| Tetraphidopsida \| \| \| \| \| \| Polytrichopsida płonniki \| \| \| \| |
|  |                                                                              |
|  | Tetraphidopsida                                                              |
|  |                                                                              |
|  | Polytrichopsida płonniki                                                     |
|  |                                                                              |

|  | Tetraphidopsida          |
|  |                          |
|  | Polytrichopsida płonniki |
|  |                          |

|  | Oedipodiopsida                                                               |
|  |                                                                              |
|  | \| \| Tetraphidopsida \| \| \| \| \| \| Polytrichopsida płonniki \| \| \| \| |
|  |                                                                              |
|  | Tetraphidopsida                                                              |
|  |                                                                              |
|  | Polytrichopsida płonniki                                                     |
|  |                                                                              |

|  | Tetraphidopsida          |
|  |                          |
|  | Polytrichopsida płonniki |
|  |                          |

|  | Andreaeobryopsida       |
|  |                         |
|  | Andreaeopsida naleźliny |
|  |                         |

|  | Oedipodiopsida                                                               |
|  |                                                                              |
|  | \| \| Tetraphidopsida \| \| \| \| \| \| Polytrichopsida płonniki \| \| \| \| |
|  |                                                                              |
|  | Tetraphidopsida                                                              |
|  |                                                                              |
|  | Polytrichopsida płonniki                                                     |
|  |                                                                              |

|  | Tetraphidopsida          |
|  |                          |
|  | Polytrichopsida płonniki |
|  |                          |

|  | Oedipodiopsida                                                               |
|  |                                                                              |
|  | \| \| Tetraphidopsida \| \| \| \| \| \| Polytrichopsida płonniki \| \| \| \| |
|  |                                                                              |
|  | Tetraphidopsida                                                              |
|  |                                                                              |
|  | Polytrichopsida płonniki                                                     |
|  |                                                                              |

|  | Tetraphidopsida          |
|  |                          |
|  | Polytrichopsida płonniki |
|  |                          |

|  | Andreaeobryopsida       |
|  |                         |
|  | Andreaeopsida naleźliny |
|  |                         |

|  | Oedipodiopsida                                                               |
|  |                                                                              |
|  | \| \| Tetraphidopsida \| \| \| \| \| \| Polytrichopsida płonniki \| \| \| \| |
|  |                                                                              |
|  | Tetraphidopsida                                                              |
|  |                                                                              |
|  | Polytrichopsida płonniki                                                     |
|  |                                                                              |

|  | Tetraphidopsida          |
|  |                          |
|  | Polytrichopsida płonniki |
|  |                          |

|  | Oedipodiopsida                                                               |
|  |                                                                              |
|  | \| \| Tetraphidopsida \| \| \| \| \| \| Polytrichopsida płonniki \| \| \| \| |
|  |                                                                              |
|  | Tetraphidopsida                                                              |
|  |                                                                              |
|  | Polytrichopsida płonniki                                                     |
|  |                                                                              |

|  | Tetraphidopsida          |
|  |                          |
|  | Polytrichopsida płonniki |
|  |                          |

|  | Andreaeobryopsida       |
|  |                         |
|  | Andreaeopsida naleźliny |
|  |                         |

|  | Oedipodiopsida                                                               |
|  |                                                                              |
|  | \| \| Tetraphidopsida \| \| \| \| \| \| Polytrichopsida płonniki \| \| \| \| |
|  |                                                                              |
|  | Tetraphidopsida                                                              |
|  |                                                                              |
|  | Polytrichopsida płonniki                                                     |
|  |                                                                              |

|  | Tetraphidopsida          |
|  |                          |
|  | Polytrichopsida płonniki |
|  |                          |

|  | Oedipodiopsida                                                               |
|  |                                                                              |
|  | \| \| Tetraphidopsida \| \| \| \| \| \| Polytrichopsida płonniki \| \| \| \| |
|  |                                                                              |
|  | Tetraphidopsida                                                              |
|  |                                                                              |
|  | Polytrichopsida płonniki                                                     |
|  |                                                                              |

|  | Tetraphidopsida          |
|  |                          |
|  | Polytrichopsida płonniki |
|  |                          |

|  | Andreaeobryopsida       |
|  |                         |
|  | Andreaeopsida naleźliny |
|  |                         |

|  | Oedipodiopsida                                                               |
|  |                                                                              |
|  | \| \| Tetraphidopsida \| \| \| \| \| \| Polytrichopsida płonniki \| \| \| \| |
|  |                                                                              |
|  | Tetraphidopsida                                                              |
|  |                                                                              |
|  | Polytrichopsida płonniki                                                     |
|  |                                                                              |

|  | Tetraphidopsida          |
|  |                          |
|  | Polytrichopsida płonniki |
|  |                          |

|  | Oedipodiopsida                                                               |
|  |                                                                              |
|  | \| \| Tetraphidopsida \| \| \| \| \| \| Polytrichopsida płonniki \| \| \| \| |
|  |                                                                              |
|  | Tetraphidopsida                                                              |
|  |                                                                              |
|  | Polytrichopsida płonniki                                                     |
|  |                                                                              |

|  | Tetraphidopsida          |
|  |                          |
|  | Polytrichopsida płonniki |
|  |                          |

Systemetyka płonników
Płonniki Polytrichopsida są jedną z 8 klas wyróżnianych w obrębie współczesnych mchów Bryophyta. W obrębie gromady zajmują pozycję siostrzaną względem Tetraphidopsida, a bazalną grupą dla tej pary jest monotypowa klasa Oedipodiopsida. W części systemów klasyfikacyjnych ranga klas dla tych taksonów jest utrzymana i wówczas wąsko ujmowana klasa płonników jest monotypowa i dzieli się następująco:
klasa Polytrichopsida Doweld – płonniki
- rząd Polytrichales M. Fleisch. – płonnikowce
  - rodzina Polytrichaceae Schwägr. – płonnikowate

Cała wymieniona wyżej grupa blisko spokrewnionych mchów bywa łączona w szeroko ujmowaną klasę Polytrichopsida i wówczas jej klasyfikacja wygląda następująco:
klasa Polytrichopsida Doweld – płonniki
- rząd Oedipodiales Goffinet & W. R. Buck
  - rodzina Oedipodiaceae Schimp.
- rząd Tetraphidales M. Fleisch. – czterozębowce
  - rodzina Tetraphidaceae Schimp. – czterozębowate
- rząd Polytrichales M. Fleisch. – płonnikowce
  - rodzina Polytrichaceae Schwägr. – płonnikowate

Jeszcze na początku XXI wieku do klasy też włączano rząd bezlistowców Buxbaumiales, współcześnie zajmujących pozycję bazalną w obrębie prątników Bryopsida.